# Hans Jeschonnek
Hans Jeschonnek (9 de abril de 1899 - 18 de agosto de 1943) fue un Generaloberst alemán, que sirvió como Jefe del Estado Mayor General de la Luftwaffe durante la Segunda Guerra Mundial. Se suicidó en agosto de 1943.

## Biografía
Jeschonnek nació en Hohensalza (Inowrocław), en la provincia prusiana de Posen. Hijo de un asistente de profesor de secundaria, estudió en el instituto de cadetes de Lichterfelde. Recibió el nombramiento de teniente en 1915 y empezó a volar con el 40.º Escuadrón de Cazas en 1917. Al final de la Primera Guerra Mundial, había abatido dos aviones enemigos y había recibido la Cruz de Hierro de 1.ª y 2.ª clases.
Con la creación del Reichswehr, Jeschonnek participó en la represión de los Alzamientos de Silesia como miembro del 6.º Regimiento de Caballería del Reichswehr. Después trabajó con Kurt Student en el Departamento de Ordenanza del Ejército. Jeschonnek se graduó en 1928 del curso para oficiales de Estado Mayor.
Después de la graduación, trabajó en el Ministerio del Reichswehr siendo responsable de la construcción de aviones, prohibida por el Tratado de Versalles. En 1933 fue ayudante de Erhard Milch y protegido de Walter Wever. Fue promovido a capitán del Ala de Bombarderos 152 en marzo de 1934 y a Mayor el 1 de abril de 1935. Jeschonnek sirvió como Comodoro del Grupo de Entrenamiento III de la I Área Aérea Administrativa en Greifswald, donde probó aviones, entre el 1 de octubre de 1936 y el 1 de octubre de 1937. Después volvió al ministerio de la Luftwaffe y fue promovido a teniente coronel. Jeschonnek se convirtió en Jefe de Operaciones del Estado Mayor de la Luftwaffe el 1 de febrero de 1938, siendo promovido a oberst en noviembre del mismo año. El 1 de febrero de 1939, Jeschonnek sustituyó a Hans-Jürgen Stumpff como Jefe del Estado Mayor General de la Luftwaffe, cargo que ocupó hasta su muerte. El 14 de agosto de 1939 fue promovido a Mayor general.
En el primer día de la invasión alemana de Polonia, llamó a la embajada alemana en Moscú para pedir a la Unión Soviética que mantuvieran su estación de radio de Minsk identificándose continuamente, para que los pilotos alemanes pudieran usarla para orientarse para atacar a los objetivos polacos. El 27 de octubre de 1939, después de que Polonia fuera derrotada, fue condecorado con la Cruz de Caballero de la Cruz de Hierro. Con el éxito de la Luftwaffe en Polonia y durante la batalla de Francia, Jeschonnek fue promovido a General der Flieger el 19 de agosto de 1940.

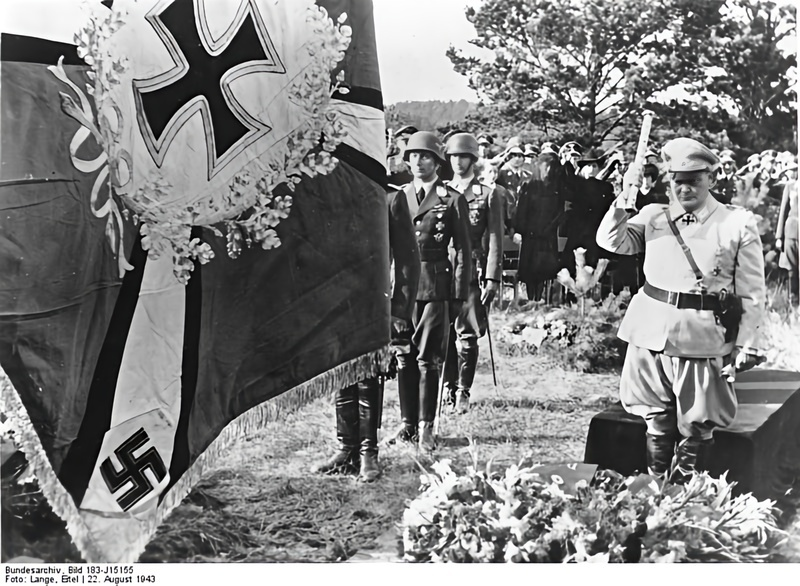
Hermann Göring en el entierro de Jeschonnek.

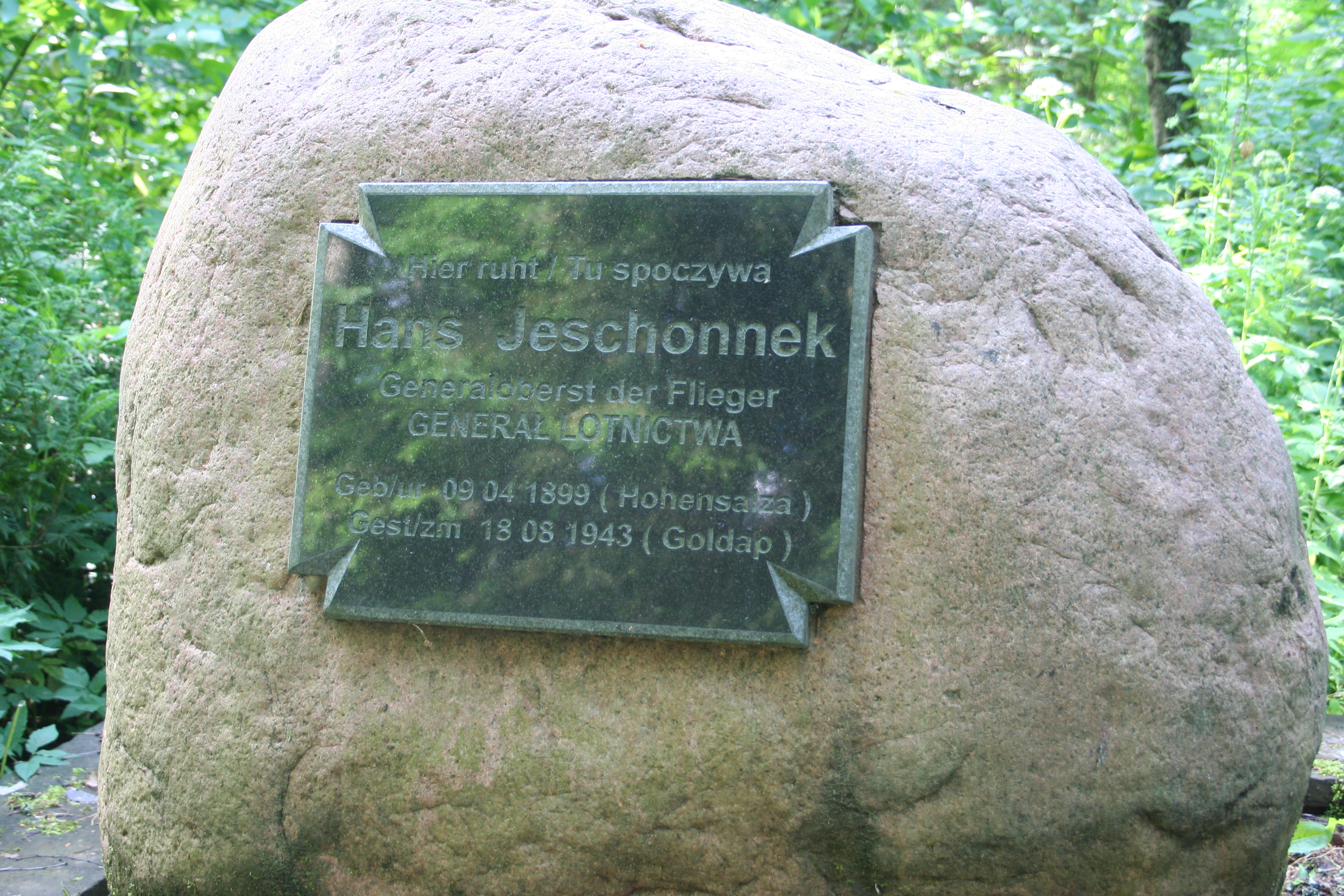
La tumba de Jeschonnek en Gołdap, Voivodato de Varmia y Masuria, Polonia.

Aunque la Luftwaffe había disfrutado de grandes éxitos en Polonia y Francia, su pobre logística empezó a hacerse evidente durante las campañas contra el Reino Unido, la Unión Soviética y del Mediterráneo, especialmente por las grandes pérdidas en hombres y material. Y fueron señalados como culpables, porque habían subestimado hasta qué punto la logística influía en las campañas. Como el Reino Unido resistía al Blitz, Jeschonnek sugirió en septiembre de 1940 que la Luftwaffe tendría que lanzar bombardeos de terror sobre las zonas residenciales de Londres, sugerencia que Hitler declinó. Pese al fracaso en la batalla de Inglaterra, Jeschonnek fue promovido a Generaloberst el 1 de marzo de 1942.
Devotamente leal a Hitler y deudor de Milch y Göring, recibió muchas críticas de Hitler por el declive generalizado de las capacidades de la Luftwaffe durante la guerra. Durante la Operación Crossbow, los Aliados bombardearon Peenemünde, y Jeschonnek ordenó erróneamente que las defensas aéreas de Berlín dispararan contra 200 cazas alemanes que se habían reunido cerca de la capital del Reich. 
El 18 de agosto de 1943, Jeschonnek se suicidó en Lager Robinson, el cuartel general de Luftwaffe en Prusia Oriental, cerca de la ciudad de Gołdap. Gołdap está en una distancia de cerca de 80 kilómetros al noreste de Wolfsschanze, el más importante cuartel general de Hitler, también situado en Prusia Oriental.

## Historial militar y condecoraciones

### Fechas de promociones
- Fähnrich (10 de agosto de 1914)
- Leutnant (26 de septiembre de 1914)
- Oberleutnant (1 de abril de 1925)
- Hauptmann (1 de junio de 1932)
- Mayor (1 de abril de 1935)
- Oberstleutnant (1 de abril de 1937)
- Oberst (1 de noviembre de 1938)
- Generalmajor (1 de septiembre de 1939)
- General der Flieger (19 de julio de 1940)
- Generaloberst (1 de marzo de 1942)

### Condecoraciones
- Cruz de Caballero de la Cruz de Hierro – 27/10/1939 como Generalmajor und Chef des Generalstabs der Luftwaffe
- Cruz de Hierro 1914 de 1.ª clase
- Cruz de Hierro 1914 de 2.ª clase
- Insignia Prusiana de Piloto/Observador
- Insignia de Heridos en negro (1918)
- Cruz de Honor de los Combatientes de 1914-18 con espadas
- Cruz de los 25 años de Servicio a la Wehrmacht
- Medalla de los 12 años de Servicio a la Wehrmacht
- Insignia combinada de Piloto/Observador de la Luftwaffe de Oro y Diamantes
- Barra de 1939 Cruz de Hierro de 1.ª Clase – 1914
- Barra de 1939 Cruz de Hierro de 2.ª Clase – 1914
- Cruz de Caballero de 1a Clase con Espadas de la Orden de la Cruz de la Libertad (Finlandia) (25-03-1942)
- Caballero de la Orden de Miguel el Valiente de 2.ª y 3.ª Clase (Rumanía) (01/09/1942 y 07/11/1941)